# Distretto di Gyula
Il distretto di Gyula (in ungherese Gyulai járás) è un distretto dell'Ungheria, situato nella provincia di Békés.